# NGC 184
NGC 184 (również PGC 2309) – galaktyka soczewkowata (S0), znajdująca się w gwiazdozbiorze Andromedy. Odkrył ją Édouard Jean-Marie Stephan 6 października 1883 roku.